# 托马斯·胡施克
托马斯·胡施克（德語：Thomas Huschke，1947年12月29日—），德国男子自行车运动员。他曾代表东德参加1972年和1976年夏季奥林匹克运动会自行车比赛，获得一枚银牌和一枚铜牌。